# Rothesay Castle

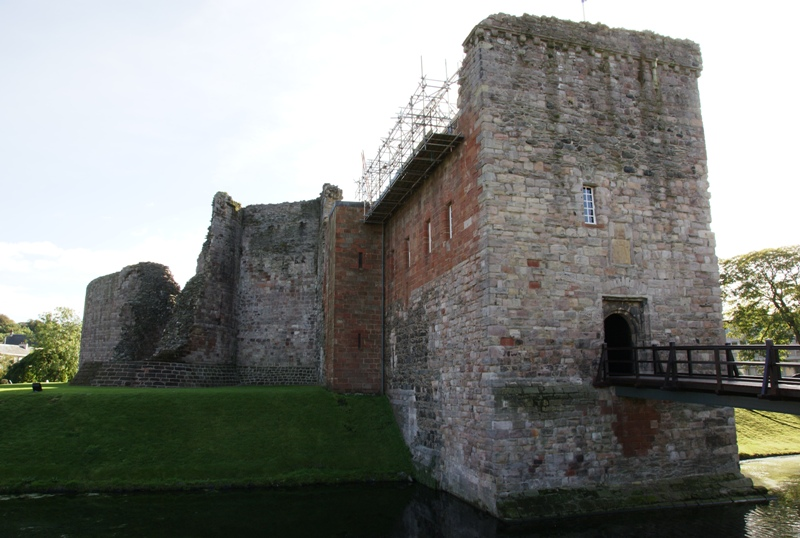
Het poortgebouw van Rothesay Castle.

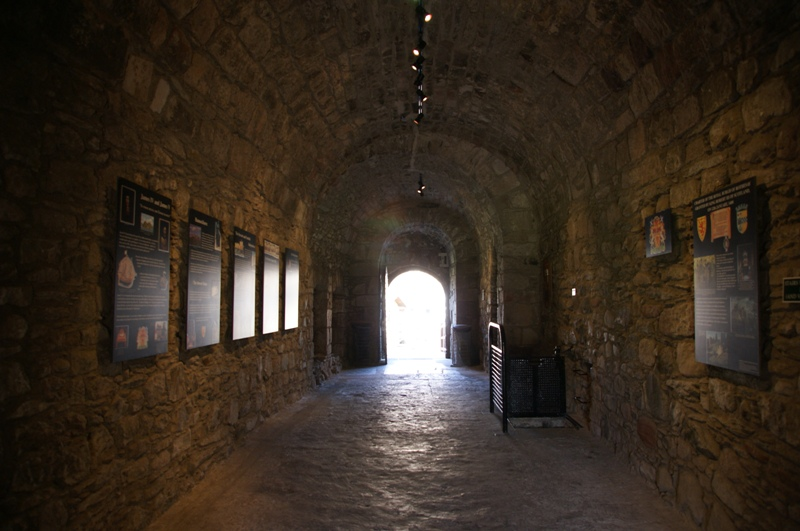
De zogenaamde pend, de passage die de ingang van het kasteel met de binnenplaats verbindt. Bij het hekwerk rechts geeft een luik toegang tot de gevangenis.

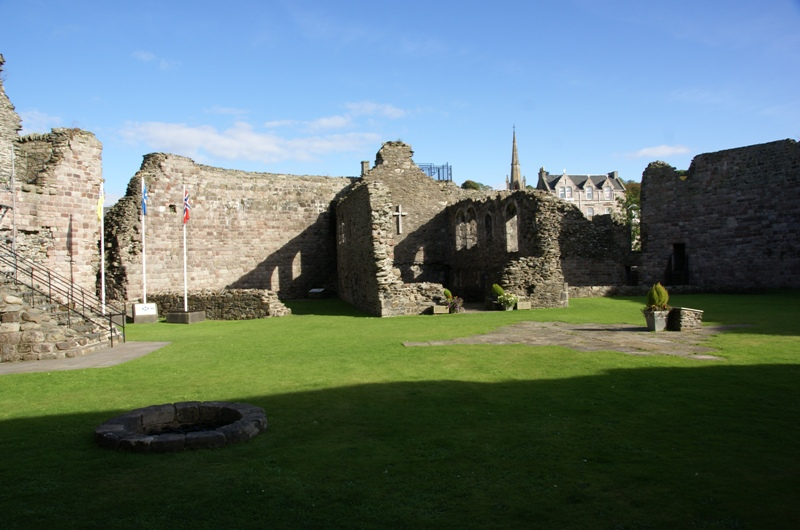
De binnenplaats met de 16e-eeuwse kapel en waterput (links vooraan).

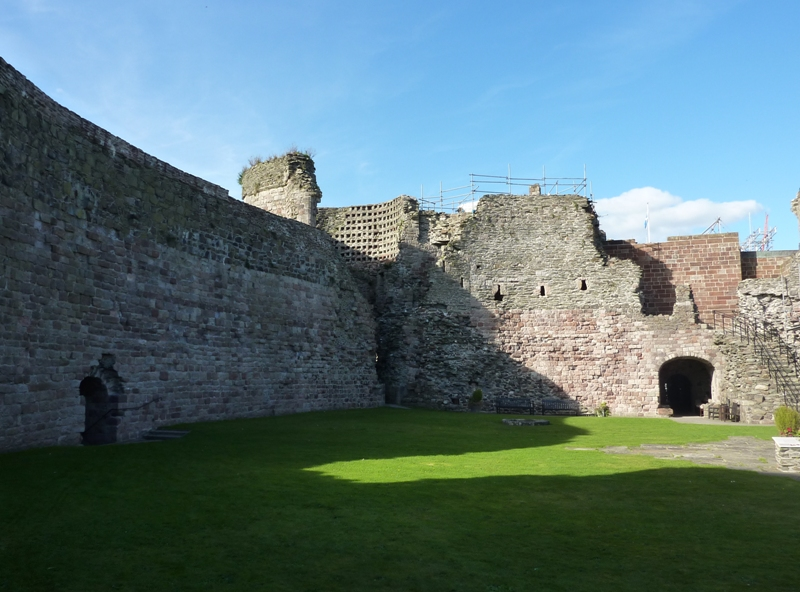
De binnenplaats met de dichtgemetselde zijpoort (links), de duiventoren (midden) en de toegang tot de pend (rechts).

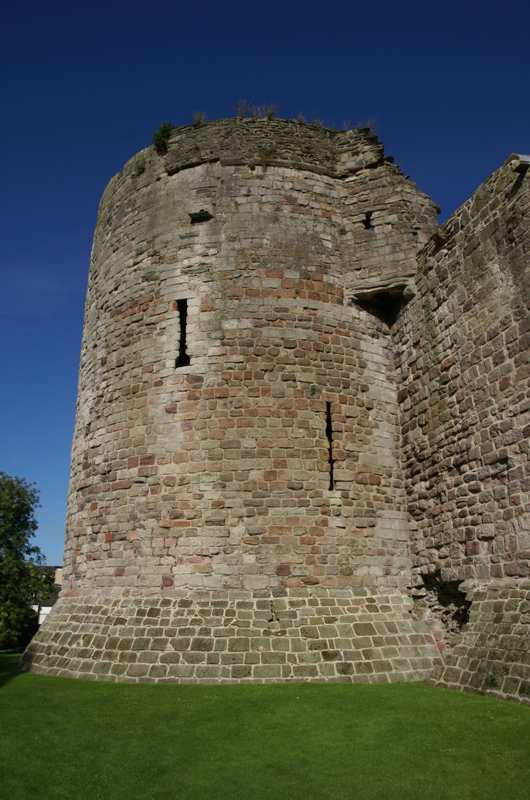
De pigeon tower, de noordwestelijke toren. Het schietgat eindigt in de vorm van een schep.

Rothesay Castle is een 13e-eeuwse waterburcht met een ronde plattegrond, gelegen in Rothesay op het Schotse eiland Bute. Het kasteel was bewoond tot de 17e eeuw, waarna het verviel. In de 19e eeuw werd het kasteel gerestaureerd.

## Geschiedenis

### Noren en Schotten
In de vroege middeleeuwen lag het eiland Bute op de grens van twee koninkrijken, namelijk dat van Schotland en dat van Man en de Eilanden. De Vikingen, komend van het koninkrijk Man, hadden aan het einde van de 8e eeuw Bute gekoloniseerd. In 1158 werd de autoriteit van de koning van Man over het westen van Schotland en de Eilanden met succes betwist door Somerled, heer van Argyll en van Keltisch-Noorse afkomst. Toen in 1164 Somerled stierf, kwamen de Buiten-Hebriden weer onder controle van de koning van Man, maar Argyll en de overige eilanden werden verdeeld over zijn zonen. Het was hoogstwaarschijnlijk in deze periode, dat Willem I, koning van Schotland, zich meester maakte van Bute en de eilanden in de Firth of Clyde.
Rond 1200 was Alan, de tweede High Steward of Scotland, degene die namens Willem I over Bute heerste. In eerste instantie zal er vermoedelijk een kasteel uit hout en aarde zijn opgetrokken.
De bouw van het stenen Rothesay Castle werd vermoedelijk gestart in het eerste kwart van de 13e eeuw door Walter Stewart, derde High Steward of Scotland, zoon van Alan. In 1230 was er in ieder geval een stenen buitenmuur.
In 1230 benoemde Haakon IV van Noorwegen Uspak tot koning over Man en de Eilanden en gaf hem bevel zijn gebieden te heroveren. Uspak viel het kasteel op Bute aan. De Noormannen wisten met bijlen een bres in de muur te hakken dankzij de zachte steensoort die was gebruikt om de muur op te trekken. Het kasteel werd in drie dagen door hen veroverd, waarbij de kasteelbeheerder werd gedood. Deze verovering wordt verhaald in de Saga van Hakon Hakonson. Het kasteel werd echter verlaten zodra bleek dat Alan van Galloway onderweg was met bijna 200 schepen. De Noormannen trokken zich terug naar Kintyre, waar Uspak stierf aan een opgelopen wond. Rothesay Castle kwam weer in Schotse handen en de ommuring werd hersteld.
In 1263 ondernam Haakon IV zelf een expeditie om de Eilanden weer onder zijn controle te krijgen. Rothesay Castle werd aan de Noormannen overgegeven onder voorbehoud van een wapenstilstand; de Noormannen hielden zich daar niet aan en doodden de Schotten. Alexander III van Schotland gaf zijn claim op Bute en de andere eilanden niet zomaar op, wat leidde tot de Slag bij Largs in november 1263. Na deze slag, waarbij er geen duidelijke winnaar was, trok Haakon IV zijn vloot terug naar Noorwegen. Hijzelf stierf op de terugreis in Kirkwall op de Orkneyeilanden.
In 1266 tekenden de Noorse koning Magnus VI, zoon van Haakon IV, en Alexander III een overeenkomst waarin het eiland Bute officieel Schots werd. In 1281 huwde Erik, de zoon van Magnus VI, met Margaretha, de dochter van Alexander. Hun dochter Margaretha was tussen 1286 en haar overlijden in 1290 de ongekroonde koningin van Schotland. Nadat het verdrag in 1266 was getekend, werd Rothesay Castle versterkt door het uit te breiden met vier ronde torens en een poortgebouw aan de noordzijde.

### Stewarts aan de macht
In 1296 brak er oorlog uit tussen Schotland en Engeland, waarbij James de Stewart sterk betrokken raakte in de opstand tegen de Engelsen geleid door William Wallace. In 1286 was James gekozen als een van de zes Guardians (stadhouders) van Schotland. In 1297 volgde hij aanvankelijk Eduard I van Engeland, maar toen de Schotse Onafhankelijkheidsoorlog echt op gang kwam, koos hij echter voor William Wallace en na diens nederlaag in 1298, voor Robert the Bruce.
In februari 1306 werd John Comyn vermoord door Robert the Bruce. Later in dat jaar werd Rothesay Castle veroverd op de Engelsen door Robert Boyd van Cunningham, die vocht aan de zijde van Robert the Bruce. In 1334 was het kasteel even in Engelse handen.
De Stewarts versterkte de banden met de Bruces door twee huwelijken. In 1302 huwde Robert the Bruce Elizabeth de Burgh, een nicht van de vrouw van James the Stewart. Roberts dochter Marjorie huwde in 1315 met Walter III, de zoon van James. In maart 1316 werd uit dit huwelijk Robert II geboren. De in 1324 geboren David, oudste zoon van Robert the Bruce en dus oom van Robert II, werd in 1329 de opvolger van Robert the Bruce. Na de dood van David II in 1371 werd Robert II koning. Hij bracht vanaf 1377 veel tijd door in Rothesay Castle. Zijn zoon en opvolger Robert III bezocht Rothesay Castle eveneens en zou er in 1406 overleden zijn. Voor de periode 1406-1488 is er geen bewijs dat de Schotse koningen direct geïnteresseerd waren in Rothesay Castle. In 1469 werd wel besloten dat het heerschap Bute altijd werd toegewezen aan de kroonprins.
Onder de heerschappij van Jacobus IV werd Rothesay Castle weer belangrijk, doordat hij het als uitvalsbasis gebruikte om de Eilanden volledig onder controle te krijgen en te houden. Jacobus IV liet het poortgebouw verbouwen tot een koninklijke residentie. Na zijn dood in de Slag bij Flodden Field in 1513, werd het werk rond 1540 voltooid onder Jacobus V. Naast de verbouwing van het poortgebouw werden de noordelijke torens verhoogd en werd de kapel op het binnenhof gerealiseerd. Voor de periode na Jacobus V is er geen gedocumenteerd bewijs dat het Schotse koningshuis zich actief met Rothesay Castle bezighield.
Tussen 1650 en 1659 lagen er troepen van Oliver Cromwell in garnizoen in Rothesay Castle. Zij beschadigden het kasteel bij hun vertrek.

### Verval en restauratie
Toen in 1685 Jacobus VII van Schotland de troon besteeg, startte Archibald, de negende graaf van Argyll een opstand, die van korte duur was. Tijdens deze opstand werd Rothesay geplunderd en het kasteel werd verbrand, waardoor het onbewoonbaar werd. De beheerder van het kasteel, Sir James (IV) Stewart betrok het nabijgelegen Mansion House.
Het was de beheerder John (VI) Crichton Stuart, tweede markies van Bute, die tussen 1816 en 1818 begon met het restaureren van Rothesay Castle. Er vonden opgravingen plaats en er werden herstelwerkzaamheden uitgevoerd aan het poortgebouw. In 1871 werd door de derde markies de restauratie hervat, waarbij de binnenplaats werd onderzocht. Tussen 1872 en 1879 werden de gebouwen geconsolideerd op advies van architect William Burges. Tijdens het vrijmaken van de gracht werden verbrande delen van de oorspronkelijke eiken brug gevonden.
In 1900 werd de grote hal op de eerste verdieping van het poortgebouw gereconstrueerd. In 1937 stortte een deel van de noordwestelijke toren, de pigeon tower (duiventoren), in en werd weer herbouwd. In 1961 werd Rothesay Castle in staatsbeheer gegeven.

## Bouw
Rothesay Castle heeft een ronde plattegrond met een diameter van circa 42 meter. Rothesay Castle is het enige kasteel in Schotland met een ronde buitenmuur en een van de oudste kastelen van Schotland.
Het kasteel heeft vier uitstekende ronde torens en aan de noordzijde een rechthoekig poortgebouw. Om het kasteel heen ligt een gracht met een (moderne) brug aan de noordzijde.
Het poortgebouw heeft een poort, die gesloten kan worden met een ijzeren hek. Achter de poort bevindt zich een gewelfde gang (de zogenaamde pend) met links een portiersloge. In de gang bevindt zich een luik dat toegang geeft tot de gevangeniscel onder het poortgebouw. De cel is voorzien van een latrine. De gang komt uiteindelijk uit op de binnenplaats van het kasteel.
Op de eerste verdieping van het poortgebouw bevond zich de grote hal. De oost- en zuidmuur van deze ruimte werden herbouwd in de negentiende en 20e eeuw.
De 12e-eeuwse ronde buitenmuur werd gebouwd van gele en rode zandsteen. De muur werd rond 1500 verhoogd. Een uitstekende ronde toren bevindt zich aan de noordwestelijke, zuidoostelijke, zuidwestelijke en noordoostelijke zijde. De noordwestelijke toren was de grootste toren en hierin zaten vermoedelijk de privévertrekken van de beheerder van het kasteel voordat het bovenste deel van de toren in de 17e eeuw werd verbouwd tot een duiventil. Deze toren werd na een instorting in 1937 weer gedeeltelijk herbouwd. Een groot deel van de zuidwestelijke toren is verdwenen; van de zuidoostelijke toren is enkel de basis van de muren overgebleven. De noordoostelijke toren is relatief het best bewaard gebleven. In de torens zijn schietgaten waardoor pijlen konden worden afgeschoten op belegeraars; uniek voor Schotland is dat de schietgaten eindigen in de vorm van een schep.
Aan de westzijde van het kasteel bevond zich een zijpoort die later werd gedicht.
Aan de oostzijde van het binnenhof werd rond 1500 een rechthoekige kapel gebouwd. Deze kapel was gewijd aan de aartsengel Michaël, patroonheilige van de krijgers. De kapel bevond zich op de eerste verdieping van het gebouw; de begane grond werd gebruikt als opslagruimte. Aan de oostzijde bevinden zich een piscina en een muurkast.
Op de binnenplaats zijn bewijzen gevonden voor een aantal houten gebouwen, waaronder stallen en een smidse.

## Folklore
Volgens een 19e-eeuwse ballade is het kasteel bezeten van de geest van Lady Isobel, die soms verschijnt op de Bloody Stair (de bloedige trap) achter de kapel. Het verhaal gaat dat haar familie door de Noormannen was gedood en dat zij zichzelf liever doodstak dan in het huwelijk te treden met een Noorman.

## Beheer
Rothesay Castle wordt beheerd door Historic Environment Scotland.